# Puzzle (film, 2013)
Pour les articles homonymes, voir Puzzle (homonymie).
Pour plus de détails, voir Fiche technique et Distribution.
Puzzle (Third Person) est un film d'amour coproduit, écrit et réalisé par Paul Haggis, sorti en 2013. C'est une coproduction américaine, belge, britannique, allemande et italienne.

## Synopsis
Dans trois grandes villes très éloignées, des histoires d'amour sont liées de façon étrange.
À Paris, Michael, un écrivain américain lauréat du prix Pulitzer, a récemment quitté sa femme Elaine et s'est enfermé dans une chambre d'un luxueux hôtel pour terminer son dernier roman. Là, il reçoit la visite de sa maîtresse Anna, une jeune romancière ambitieuse, qui tient à lui faire lire sa nouvelle pour avoir son avis. Leur relation est compliquée par leur incapacité à s’engager dû au terrible secret de chacun.
À New York, Julia a récemment été inculpée de tentative d'assassinat sur la personne de son fils, accusation qu’elle nie fermement. Alors que son fils est sous la responsabilité de son ex-mari Rick, un célèbre artiste peintre, elle fait tout son possible avec son avocate Theresa pour obtenir un droit de visite.
À Rome, Scott, un homme d’affaires américain peu scrupuleux, est en voyage pour voler le nouveau modèle de costume d'une maison de haute couture. L'homme est accablé par sa culpabilité de la noyade de sa fille dans sa piscine, que sa femme, l'avocate Theresa, ne lui pardonne pas. Dans un restaurant, Scott croise Monica, une superbe tzigane, dont il tombe vite amoureux. Scott est inévitablement entraîné dans un complot, où il tente de libérer la fille de Monica, kidnappée par le voyou Marco, en payant sa rançon, tout en se demandant s’il n’est pas victime d’une escroquerie.

## Fiche technique
- Titre original : Third Person
- Titre français : Puzzle
- Réalisation : Paul Haggis
- Scénario : Paul Haggis
- Direction artistique :
- Décors : Luca Tranchino
- Costumes : Sonoo Mishra
- Montage : Jo Francis
- Musique : Dario Marianelli
- Photographie : Gianfilippo Corticelli
- Production : Paul Breuls, Paul Haggis et Michael Nozik
- Sociétés de production : Corsan, Hwy61, Purple Papaya Films en association avec Lailaps Pictures et Volten
- Sociétés de distribution :  Sony Pictures Classics
- Pays d’origine :  États-Unis,  Belgique,  Royaume-Uni,  Allemagne,  Italie
- Budget : n/a
- Langue originale : anglais
- Durée : 137 minutes
- Format : Couleurs - 35 mm - 2.35:1 -  Son Dolby numérique
- Genre : romance, drame
- Dates de sortie[1] :
  - Canada : 9 septembre 2013 (Festival international du film de Toronto 2013)
  - Belgique : 30 avril 2014
  - France : 19 novembre 2014

## Distribution
- Liam Neeson (VF : Frédéric van den Driessche) : Michael
- Maria Bello (VFB : Fabienne Loriaux) : Theresa
- Mila Kunis (VFB : Mélanie Dermont) : Julia
- Olivia Wilde (VFB : Myriem Akheddiou) : Anna
- James Franco (VFB : Olivier Bony) : Rick
- Adrien Brody (VFB : Michelangelo Marchese) : Scott
- Kim Basinger (VFB : Laurence César) : Elaine
- Moran Atias (VFB : Célia Torrens) : Monika
- Riccardo Scamarcio (VFB : Antoni Lo Presti) : le gérant du bar
- Caroline Goodall (VFB : Micheline Goethals) : Dr Gertner
- David Harewood (VFB : Nicolas Matthys) : Jake Long
- Michael Margotta (VFB : Philippe Résimont) : Daniel
- Loan Chabanol (VFB : Cécile Florin) : Sam
- Vincent Riotta (en) (VFB : Olivier Cuvellier) : Gerry
- Bob Messini (VFB : Peppino Capotondi) : Giuseppe
- Michele Melega (VFB : Patrick Donnay) : Giorgio
- Aldo Bufi Landi : le vieillard au bar américain
- Katy Louise Saunders : Gina

- Version française
  - Studio de doublage : Sonicfilm [2]
  - Direction artistique : Olivier Cuvellier
  - Adaptation : Laurence Crouzet

## Distinctions
- Festival international du film de Toronto 2013 : sélection « Special Presentations »
- Festival du film de Tribeca 2014

## Accueil

### Critique
Selon Le Figaro, le film figure en quatorzième position dans la liste des vingt films français et étrangers les plus « boudés par le public » en 2014.